# Michael Mathieu
Pour les articles homonymes, voir Mathieu.
Michael Mathieu (né le 17 juin 1984 à Freeport, Grand Bahama) est un athlète bahaméen, spécialiste du 200 mètres et du 400 mètres. Il est triple médaillé aux Jeux olympiques avec le relais 4 × 400 m : après avoir gagné l'argent en 2008 à Pékin, il remporte l'or en 2012 à Londres puis complète sa collection avec le bronze en 2016 à Rio de Janeiro. Il court pour le Texas Tech.

## Biographie
Il améliore son record sur 400 m lors des Jeux olympiques à Pékin, le 18 août 2008, en 45 s 17. Sur 200 m, il obtient un 20 s 38 à Nassau le 14 mai 2011, avec un vent de + 1,4 m/s. Peu après, il remporte la médaille d'or lors des Championnats d'Amérique centrale et des Caraïbes d'athlétisme 2011 à Mayagüez.
En août 2012, lors des Jeux olympiques de Londres, Michael Mathieu remporte la médaille d'or du relais 4 × 400 m aux côtés de Chris Brown, Demetrius Pinder et Ramon Miller. L'équipe des Bahamas, qui établit un nouveau record national en 2 min 56 s 72, devance les États-Unis et Trinité-et-Tobago.
Le 20 mars 2016, Mathieu devient vice-champion du monde en salle avec ses coéquipiers du relais 4 x 400 m lors des championnats du monde en salle de Portland en 3 min 04 s 75, derrière les États-Unis (3 min 02 s 45) mais devant Trinité-et-Tobago (3 min 05 s 51). Aux Jeux Olympiques de Rio de Janeiro, il décroche la médaille de bronze avec ses coéquipiers du relais 4 x 400 m, sa troisième consécutive aux Jeux, derrière la Jamaïque et les Etats-Unis.

## Palmarès
| Date | Compétition                    | Lieu           | Résultat | Épreuve   |
| ---- | ------------------------------ | -------------- | -------- | --------- |
| 2007 | Championnats du monde          | Osaka          | 2e       | 4 × 400 m |
| 2008 | Jeux olympiques                | Pékin          | 2e       | 4 × 400 m |
| 2012 | Jeux olympiques                | Londres        | 1er      | 4 × 400 m |
| 2014 | Relais mondiaux de l'IAAF      | Nassau         | 2e       | 4 × 400 m |
| 2014 | Jeux du Commonwealth           | Glasgow        | 2e       | 4 × 400 m |
| 2015 | Relais mondiaux de l'IAAF      | Nassau         | 2e       | 4 × 400 m |
| 2015 | Jeux panaméricains             | Toronto        | 3e       | 4 x 400 m |
| 2016 | Championnats du monde en salle | Portland       | 2e       | 4 × 400 m |
| 2016 | Jeux olympiques                | Rio de Janeiro | 3e       | 4 x 400 m |
| 2017 | Relais mondiaux de l'IAAF      | Nassau         | 1er      | 4 x 400 m |

## Records
- 100 m : 10 s 30 à Jacksonville le 30 mars 2012
- 200 m : 20 s 16 (+0,8 m/s) à Belém le 6 mai 2012
- 400 m : 45 s 06 à Uberlândia le 13 mai 2012, battu en 45 s 00 en juin 2015 à Nassau.